# Герберт Оберон
Герберт Оберон (англ. Herbert Auberon; 1922 — 22. 07. 1974, м-ко Далвертон, Велика Британія) — британський землевласник, журналіст і прихильник антикомуністичних організацій в Україні і Білорусі після Другої світової війни. Один із засновників і заступник голови Англо-українського товариства (від 1953).

Навчався в Коледж Бейлліол і Оксфорді (1940—1942). Під час 2-ї світової війни служив добровольцем у польському корпусі.

Став фахівцем з польських і українських справ. Воював протягом всієї кампанії в Нормандії. Перебував у особистій місії Вінстона Черчилля в Бельгії, був заарештований в 1944 році канадською військовою поліцією в барі Гента, за підозрою, що він шпигун. Його ексцентрична зовнішність, вільне володіння шістьма мовами і манера викликали підозру. 

Невдало намагався увійти до парламенту. Після війни підтримував різні східноєвропейські антикомуністичні групи. Це включало роботу з надання допомоги переселенцям з Польщі. Він великодушно відкрив свій рідний дім антикомуністичним Східноєвропейським групам і профінансував текстильну фабрику для використання польських емігрантів. 

На початку 1951 року зустрічався з українським націоналістичним лідером Другої світової війни Ярославом Стецько.